# Ropica sumatrensis
Ropica sumatrensis là một loài bọ cánh cứng trong họ Cerambycidae.